# Montell Douglas

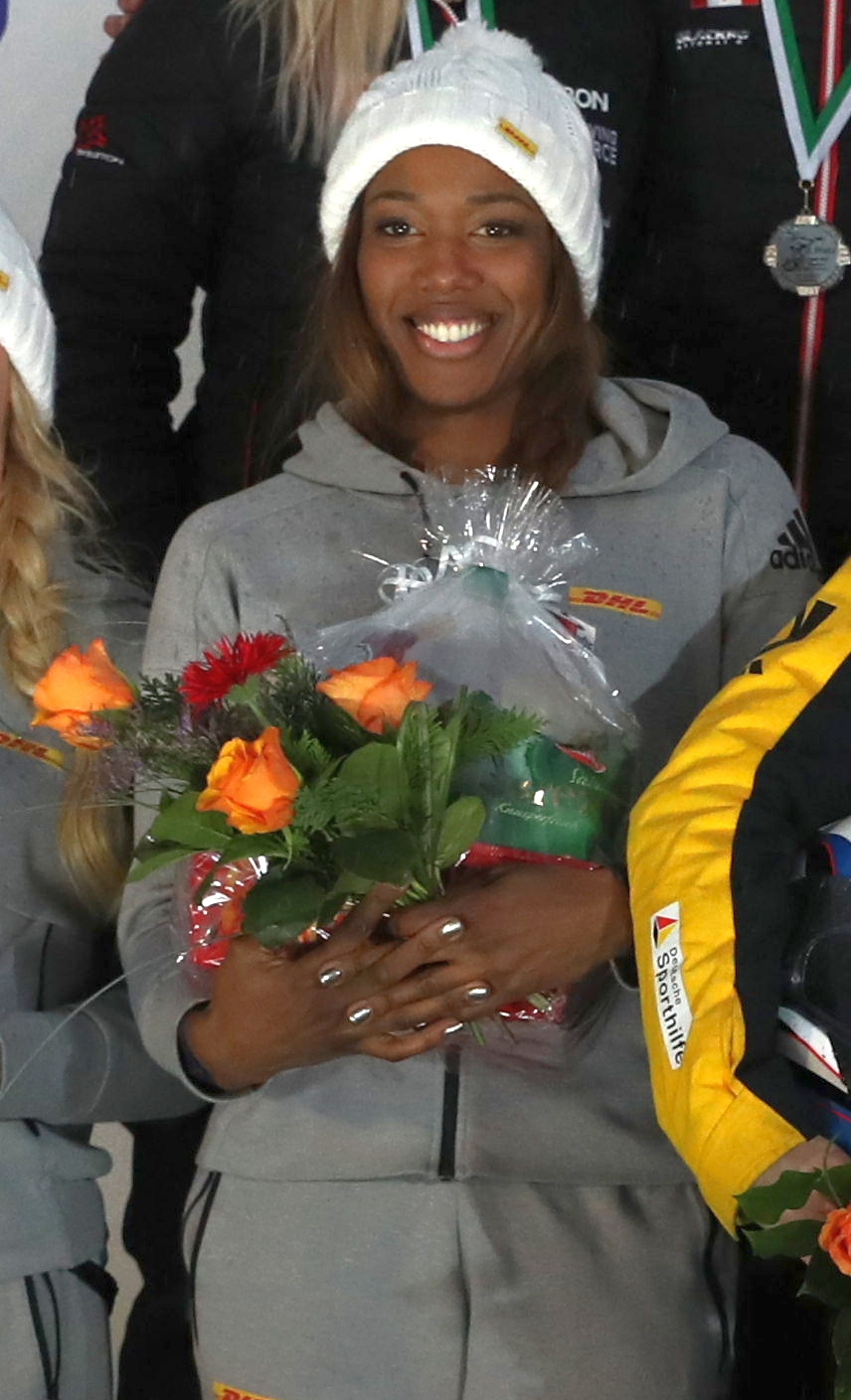
Montell Douglas im Jahr 2019

Montell Douglas (* 24. Januar 1986 im London Borough of Lewisham) ist eine britische Sprinterin und Bobsportlerin.
In ihrer Jugend war sie Hochspringerin, wechselte aber wegen Rückenproblemen zum Sprint.
2007 gewann sie bei den U23-Europameisterschaften in Debrecen Silber über 100 m. Bei den Leichtathletik-Weltmeisterschaften in Ōsaka erreichte sie über 100 m das Viertelfinale und kam mit der britischen Mannschaft in der 4-mal-100-Meter-Staffel auf den vierten Platz.
2008 brach sie über 100 m den 27 Jahre alten britischen Rekord von Kathy Cook. Bei den Olympischen Spielen in Peking gelangte sie über 100 m ins Viertelfinale. Die britische 4-mal-100-Meter-Stafette erreichte im Finale nach einem Wechselfehler zwischen Douglas und Emily Freeman nicht das Ziel.
Bei den Commonwealth Games 2010 in Neu-Delhi schied sie über 100 m im Halbfinale aus und siegte mit der englischen 4-mal-100-Meter-Stafette.
2016 wechselte sie zum Bobsport, und wurde durch ihre Teilnahme an den Olympischen Winterspielen 2022 zum ersten weiblichen britischen Sportler, der an den Olympischen Sommer- und Winterspielen teilnahm.

## Bestzeiten
- 60 m (Halle): 7,25 s, 13. Februar 2013, Birmingham
- 100 m: 11,05 s, 17. Juli 2008, Loughborough (britischer Rekord)
- 200 m: 23,34 s, 28. Juni 2009, La Chaux-de-Fonds
  - Halle: 23,93 s, 20. Februar 2005, Birmingham